# Action (loja)
Action é uma cadeia neerlandesa de lojas de desconto, maioritariamente detida pela empresa britânica de capitais privados 3i, com mais de 80% das acções. Vende produtos de baixo custo e alguns produtos alimentares com prazos de validade longos.
A Action tem lojas em doze países: Países Baixos, Bélgica, Alemanha, França, Áustria, Luxemburgo, Polónia, República Checa, Itália, Espanha, Eslováquia e desde 2024 em Portugal.

## História
A Action foi fundada por Gerard Deen e Rob Wagemaker, aos quais se juntou mais tarde Boris Deen. Abriram a sua primeira loja em 1993, em Enkhuizen, na Holanda do Norte, e começaram a expandir-se com a fundação de novas lojas nesse mesmo ano. Em 2002, tinham 94 lojas; em 2005, foi aberta a primeira loja na Bélgica, em Rijkevorsel; e, em 2009, abriram a primeira loja na Alemanha. Em 2012, a empresa tinha 300 lojas e abriu a sua primeira loja em França. Em 2014, a Action abriu a sua 500.ª loja. A empresa continuou a crescer exponencialmente. Em 2021, existem mais de 1800 lojas em toda a Europa. Em novembro de 2023, abriram a loja número 2.500.

## Em Portugal
A 29 de fevereiro de 2024, a Action chegou a Portugal com a sua primeira loja situada no Focus Park, em Vila Nova de Gaia, num espaço com 995 metros quadrados e mais de 6000 produtos disponíveis.
Após a abertura da primeira loja em território nacional, a empresa anunciou que iria abrir mais três lojas na Região do Norte, em Barcelos, Santo Tirso e Guarda. A 12 de dezembro de 2024, abriu a sua primeira loja na zona da Grande Lisboa, em Alverca do Ribatejo, no Salinas Park.